# Estación de Campredó
Campredó —también llamada Camp-Redó o Camp-redó— es una estación ferroviaria situada en el municipio español de Tortosa, en la provincia de Tarragona, comunidad autónoma de Cataluña. 

## Situación ferroviaria
La estación se encuentra situada en el punto kilométrico 199,0 de la línea férrea de ancho ibérico Tortosa-Amposta, a una altitud de 6,6 metros. El kilometraje se corresponde al trazado histórico de la línea Valencia-Tarragona.

## Historia
Aunque la estación se encuentra en el tramo Tortosa-Amposta de la línea que pretendía unir Valencia con Tarragona abierto el 8 de mayo de 1867 por parte de la Sociedad de los Ferrocarriles de Almansa a Valencia y Tarragona (AVT), en aquel momento no se dispuso de ninguna parada en Campredó. Esto cambió en 1923, cuando la compañía Norte —que años antes había adquirido AVT— puso en funcionamiento la correspondiente estación.
En 1941, tras la nacionalización del ferrocarril en España la misma pasó a ser gestionada por la recién creada RENFE. 
Desde el 31 de diciembre de 2004 Renfe Operadora explota la línea mientras que Adif es la titular de las instalaciones ferroviarias.

## Servicios ferroviarios

### Media Distancia
Los trenes de Media Distancia operadores por Renfe la unen principalmente con Tortosa, Tarragona y Barcelona. Su tráfico se limita a un tren diario en ambos sentidos. 
| Línea MD | Trenes | Origen/Destino |  | Destino/Origen | Equivalente Rodalies de Catalunya |
| -------- | ------ | -------------- |  | -------------- | --------------------------------- |
| 32       | CE     | Tortosa        |  | Barcelona      |                                   |